# Pandanus daitoensis
Pandanus daitoensis är en enhjärtbladig växtart som beskrevs av Susanti och J.Miyam. Pandanus daitoensis ingår i släktet Pandanus och familjen Pandanaceae. Inga underarter finns listade.